# 스코프 크리프
스코프 크리프(scope creep), 범위 변동, 무분별한 범위 확대는 프로젝트 관리에서 프로젝트의 범위의 지속적이거나 통제되지 않은 범위 확대 또는 변경사항을 의미하며, 이는 프로젝트 시작 이후 어느 지점에 해당될 수 있다. 요구사항 변경(requirement creep), 싱크대 증후군(kitchen sink syndrome)이라고도 불린다. 
프로젝트의 범위가 적절하게 정의되지 않았거나 문서화되지 않았거나 통제되지 않았을 때 발생할 수 있다. 일반적으로 해로운 것으로 간주(considered harmful)된다. 스코프 크리프는 피처 크리프와 관련되는 용어이지만 구별되는데 피처 크리프는 기능을 가리키는 반면 스코프 크리프는 프로젝트 전반을 가리키기 때문이다.

## 같이 보기
- 안티패턴
- 맨먼스 미신
- 소프트웨어 블롯